# Tennis
För andra betydelser, se Tennis (olika betydelser).
Tennis är en ursprungligen engelsk racketsport som spelas på rektangulär bana, från början utomhus och senare även inomhus. De spelande, som skiljs av ett nät, kan vara en mot en (singel) eller två mot två (dubbel), Spelet uppfanns 1873 av den brittiske majoren Walter Clopton Wingfield (1833-1912) med den gamla racketsporten real tennis som förebild. Spelet blev snabbt populärt och fick under 1880-talet stor spridning, främst inom den engelsktalande världen. Redan 1877 spelades det första mästerskapet i Wimbledon. Denna turnering räknas idag som den främsta av de fyra årliga så kallade Grand Slam-turneringarna, som utöver Wimbledon omfattar Australiska öppna, Franska öppna och US Open. Redan 1896 kom tennis med i olympiska programmet.
Tennisspelets popularitet höll i sig och det utövas idag av miljontals spelare världen över. Intresset har förstärkts av att spelet på ett utmärkt sätt kan följas i regelbundna TV-sändningar. Även som handikappidrott har tennis blivit en framgång och spelas bland annat av rullstolsburna. Spelets regler, som fick sin form redan på 1870-talet, befästes 1924 och har sedan dess ändrats endast i mindre omfattning. År 1970 infördes så kallat tiebreak för att lättare kunna beräkna speltidens längd, till fördel för exempelvis TV-sändningarna med sina i förväg utlagda tidsramar. 
Tennisspelet har utvecklats över tiden. En markant förändring av spelstil och strategier, bland professionella såväl som bland motionsspelare, noterades i mitten av 1980-talet, då de tidigare racketarna med ramar av skiktlimmat trä ersattes av lättare och starkare grafitracketar, som också gjordes större. De gav motionsspelarna möjlighet till renare träffar och större kraft i slagen, samtidigt som de ökade avancerade spelares resurser att slå hårdare servar och effektivare grundslag.

## Historia

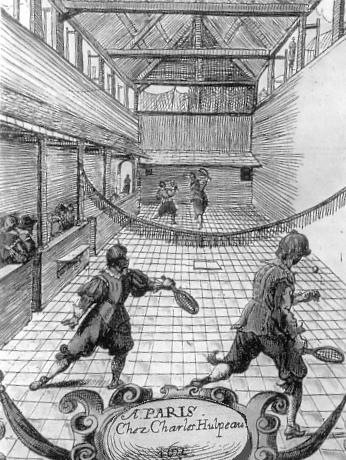
Jeu de paume.

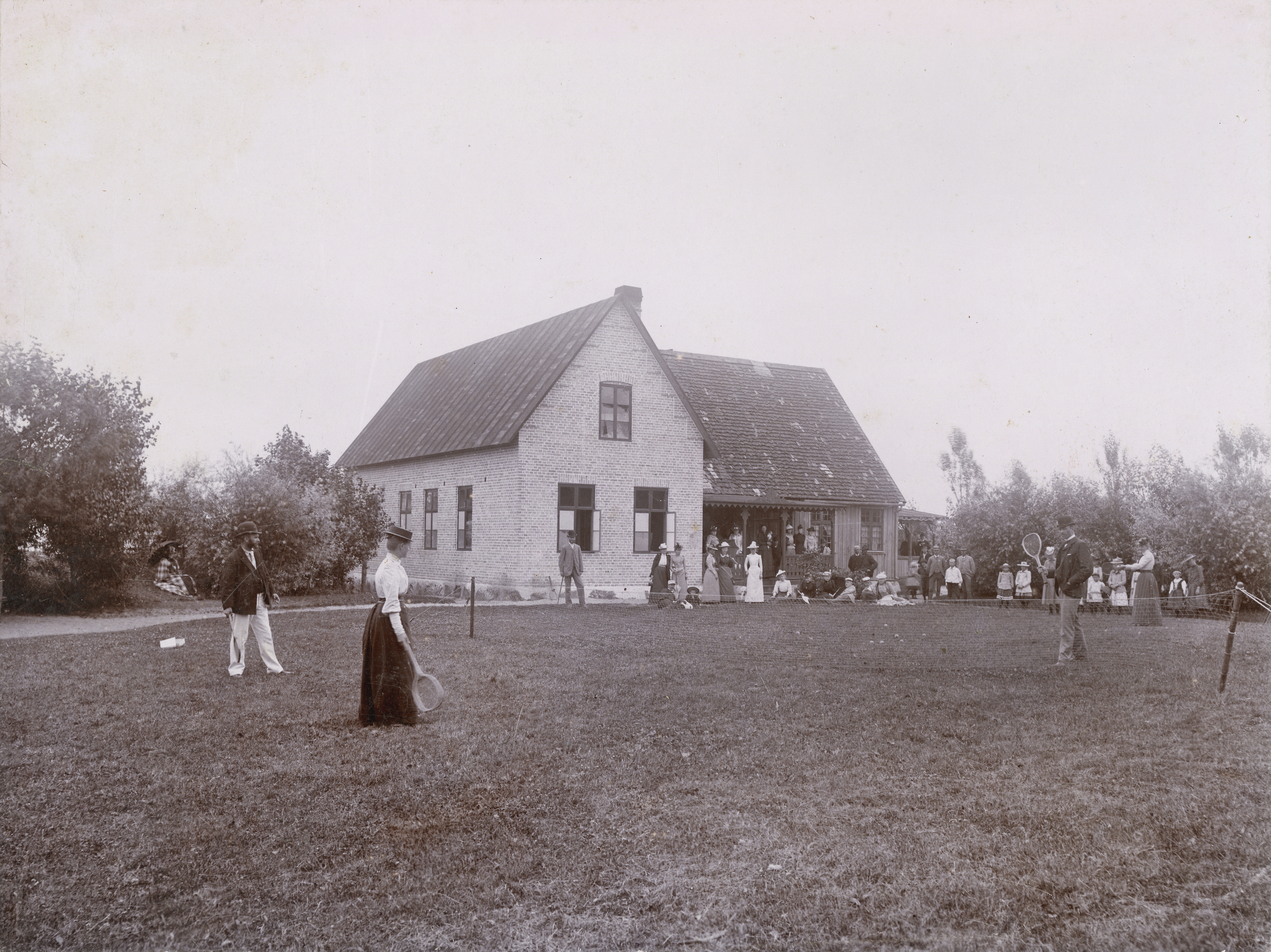
Tennisspelare i Skåne på 1890-talet.

Tennis, egentligen lawn-tennis (lawn = gräsmatta/gräsplan), uppfanns 1873 av den brittiske majoren Walter Clopton Wingfield (1833-1912). Hans tanke var att skapa ett lättillgängligt utomhusspel, lämpligt för både damer och herrar, och som var livligare och intressantare än det då dominerande krocketspelet. Han kallade från början sitt nya spel för "Sphairistikè" (grekiska för bollspel, ofta förkortat till "Sticky"), men övergick efter något år till beteckningen lawn-tennis. 
Liknande spelidéer, baserade på olika bollsporter som spelades med eller utan racket, hade cirkulerat i England under några årtionden dessförinnan.  Förebilderna hade sitt ursprung i olika länder. Exempel på ett sådant spel var pelota från Spanien. En modifierad form av pelota, påminnande om modern tennis och med regler utvecklade av majoren Thomas Henry Gem, spelades redan 1859 på gräsbanor i England. År 1872 grundade Gem tillsammans med J.B. Pereira the "Leamington Lawn Tennis Club", avsedd för hans spelvariant. Wingfield hämtade emellertid mycket av spelprinciper till sitt nya utomhusspel från real tennis (amerikanska court tennis, franska jeu de paume), en mycket gammal racketsport som sedan medeltiden spelats inomhus i särskilda bollhus. Beteckningen real tennis är en retronym för att skilja sporten från lawn-tennis. Ytterligare information om tennisspelets äldre historia finns i artikeln Real tennis.
Wingfield marknadsförde sitt nya spel som en "portabel bana för spel av det uråldriga spelet tennis". Han fick 1874 patent på sin uppfinning. Patentet beskrev bland annat en "timglasformad" mobil spelbana där banhalvorna delades av ett högt nät. Spelet såldes förpackat i en trälåda med instruktioner hur banan skulle anläggas på en plan gräsyta. I lådan fanns rep att lägga ut för att markera banans begränsningar och ett högt nät (1,4-1,5 meter) som kunde spännas upp för att avskilja de två banhalvorna. I lådan fanns dessutom ett antal tennisbollar och en regelbok. Fyra tennisracketar av trä erbjöds separat. Dessa var av ungefär samma utseende och funktion som de för real tennis. 
Tennis enligt Wingfields modell fick en snabb spridning i England. På grund av banans form och nätets höjd bestod spelet från början mest av underskruvade bollar från mittplan och spel framme vid nätet. Från flera håll ifrågasattes det berättigade i att Wingfield erhållit ett patent, liknande spel med viss spridning fanns ju redan i England. När Wingfields patent gick ut 1877 frångicks också helt användandet av mobila tennisbanor, istället anlades fasta rektangulära sådana. Även Wingfields regler modifierades till att mer likna dagens regler för tennis. 
Redan 1877 anordnade All England Lawn Tennis & Croquet Club (tidigare bara All England Croquet Club) det första nationella mästerskapet i form av Wimbledonmästerskapen där deltagar- och publikavgifter var avsedda att täcka kostnaderna för nyanskaffning av gräsklippare. Spencer Gore korades som segrare. Erfarenheterna från denna turnering låg till grund för en omfattande revision av reglerna. Bland annat ändrades banans utseende och mått till i princip dem som gäller än i dag. Måtten bestämdes till; längd, 78 fot (23,77 meter) och bredd 27 fot (8,23 meter) för singelspel och 36 fot (10,97 meter) för dubbelspel. Framförallt förkortades serverutorna för att inte ge servaren för stor fördel. Nätets höjd sänktes till en knapp meter på mitten. Nätstolparnas höjd sänktes i omgångar mellan åren 1880-82, och 1883 fick nätet sin nuvarande höjd (0,915 m på mitten och 1,07 meter vid stolparna) och utformning. Ändringarna medförde att spelet snabbt utvecklades, först genom ett mer systematiskt utnyttjande av volleyspel, sedan kom lobben och sist allt mer effektiva grundslag. Trots ett omfattande regelverk beträffande spelbanans mått och beskaffenhet, nätet och poängräkningen, infördes inga regler avseende tennisracketens utformning.
År 1884 fick också kvinnliga spelare tillträde till Wimbledonmästerskapen. Den första segraren på damsidan blev Maud Watson, som i finalen besegrade sin syster Lilian. 

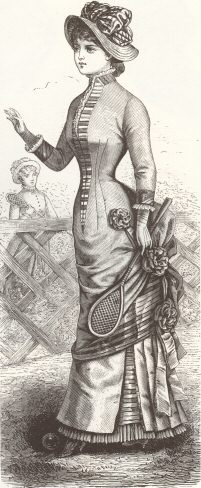
Tennisdräkt 1891.

Wingfields ursprungliga tanke att tennis skulle spelas utomhus på en gräsbana visade sig snart mindre praktisk. Gräsbanor är svåra och dyra att underhålla. Behov fanns (och finns) exempelvis av att spela inomhus under årets kalla och mörka månader, varför ett antal olika underlag prövades på såväl inne- som utebanor. Grus, cement, trä och kanvas kom tidigt till användning.
De första tennisstjärnorna blev de engelska tvillingbröderna Ernest Renshaw och William Renshaw som dominerade under hela 1880-talet, och delade på flera segrar bland annat i Wimbledonmästerskapen. Bröderna Renshaw var de första spelarna som använde smash som offensivt vapen och bland de första som servade "över huvudet". 
Under andra halvan av 1890-talet och 1900-talets första år dominerade de båda bröderna Doherty (Reginald och Laurie) från London med flera segrar i Wimbledon.

### Tennisspelets internationella spridning
Tennisspelet spreds inte bara inom England, det blev redan tidigt under 1880-talet internationellt populärt, dock främst inom den engelsktalande världen. Till USA kom spelet redan 1874 och spreds genom pionjärinsatser av läkaren James Dwight och Mary Outerbridge. Kort därpå började tennis spelas också i Frankrike. Till Japan kom spelet 1880. Där blev en variant av lawn-tennis, benämnd Soft-ball tennis populär. De båda spelen kom där att spridas parallellt. I USA bildades redan 1881 the US Lawn Tennis Association med uppgift att organisera turneringar. Amerikanska mästerskapen spelades första gången 1881. I Sverige spreds spelet under 1880-talet. Den tennisintresserade svenske kronprins Gustaf, sedermera kung Gustaf V, startade 1896 Kronprinsens Lawn-tennisklubb, från 1907 Kungliga Lawn-tennisklubben (KLTK). År 1906 bildades Svenska Lawn-tennisförbundet.
År 1903 blev en av de engelska bröderna Doherty, Laurie Doherty, den förste utlänning som vann de Amerikanska mästerskapen. Franska mästerskap (numera Franska öppna) spelades första gången 1891 och de internationella australiska mästerskapen (numera Australiska öppna) 1905. Tennis fanns med på OS-programmet redan 1896. Davis Cup instiftades av amerikanen Dwight F. Davis som en årlig internationell tävling mellan nationella tennislag. Davis Cup spelades första gången 1900 med ett amerikanskt lag som segrare. 
Australiern Norman Brookes vann 1907 Wimbledonmästerskapen; han var den förste spelaren som använde sig av en något så när modern slagteknik. Han frångick bland annat den äldre tekniken att slå backhand "bakvänt" med samma sida av racketen som vid forehand. Han kunde också leverera hårt sidskruvade servar. Han var den förste utpräglade "serve-volley"-spelaren. 
International Lawn Tennis Federation, (ILTF), hade visserligen bildats redan före första världskriget men först 1919, efter kriget, kom organisationen i gång på allvar med sin uppgift som samordnare av turneringsverksamhet i världen. Uppgifterna bestod också av att verka för spridning av tennis över världen och stödja bildandet av nationella tennisföreningar. Dessutom hade organisationen som uppgift att fastställa regelverket vilket i princip blev färdigt 1924. Den enda betydande regeländringen som tillkommit sedan dess är införandet av tiebreak enligt James Van Alens modell. År 2008 är 205 nationella tennisförbund associerade med ITF (man hade sedermera slopat beteckningen "lawn").  Så sent som 1963 instiftades damtennisens motsvarighet till Davis Cup, "Federation Cup", av ITF. USA blev första segrarnation.
Under 1900-talets två första årtionden hade alla tennisspelare fortfarande amatörstatus. Bland tidiga stjärnspelare under denna tid kan nämnas Suzanne Lenglen, Hazel Hotchkiss Wightman, Dorothea Douglass Chambers, bröderna Doherty (Reginald och Laurie) och Bill Tilden. Suzanne Lenglen blev den första spelaren som skrev på ett proffskontrakt (1926). Det var den amerikanske affärsmannen C.C. "Cash and Carry" Pyle som anordnade tennisturneringar för en handfull nyblivna proffs. Proffspelarna var sällan fler än dussintalet och var hänvisade till att hela tiden bara möta varandra, eftersom de var uteslutna från amatörernas Grand Slam-turneringar. Först 1968 då the "Open era" (öppna eran) inleddes (se ITF), fick såväl amatörer som proffs delta i dessa turneringar.

## Spelet

### Tennisbanan

Tennisbana.

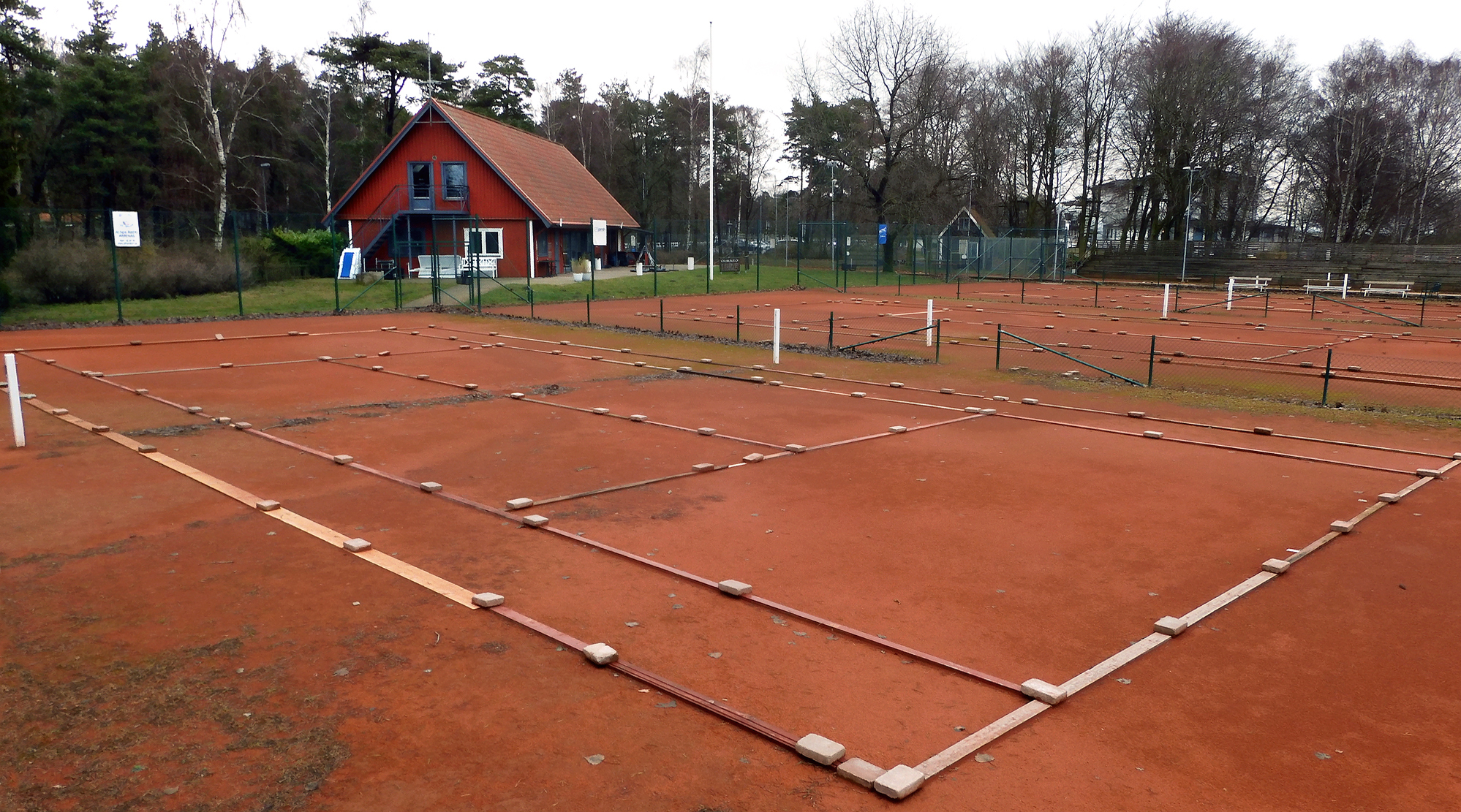
Ystads Tennis Klubbs banor täckta för vintern 2022.

Tennis spelas på en rektangulär plan yta, utomhus på gräs (på engelska "grass court"/ "lawn court"), grus (på engelska "clay court"), cement eller asfalt överdragen med akrylmaterial (på engelska "hard court"), inomhus vanligtvis på samma underlag "hard court" (akrylmaterial) dock numera ofta med sviktskikt av gummi och benämns då "soft court".   
Inomhusbanor av filt är nästan lika snabba som gräs och har på de flesta ställen ersatts av hard court. Filtbanor är skonsamma mot kroppen och används därför främst för motionsspel, men filt förekommer fortfarande i ATP-sammanhang, t.ex. turneringen Tournoi de Québec. Även ATP Challenger Tour innehåller ett antal turneringar som spelas på filt.  
Banan är 23,77 meter (78 fot) lång och 8,23 meter (27 fot) bred för singelmatcher och 10,97 meter (36 fot) bred för dubbelmatcher. Linjerna som markerar spelytans begränsningar, kallas baslinjer och sidolinjer (två inre sidolinjer för singelspel (singellinjer) och två yttre för dubbelspel (dubbellinjer)). På var och en av de båda baslinjerna finns en mittmarkering. Planhalvan till höger om denna kallas internationellt "Deuce Court" och den till vänster "Advantage Court". Tvärs över banans mitt är ett nät uppspänt på 1,07 meter höga stolpar. Nätets höjd på centralt på banan är 0,915 meter (3 fot). Nätet delar banan i två halvor som i sin tur är indelade i tre fält som bestäms av servelinjerna tvärs över banan parallellt med nätet på 6,4 meter (21 fot) avstånd från detta och en central längsgående servelinje (kallas numer mittlinje) parallell med sidolinjerna. De två fälten närmast nätet benämns serverutor och det tredje fältet benämns basruta. Området mellan singel- och dubbelsidolinjerna kallas dubbelkorridorer. Serverutorna har samma mått för singel- och dubbelspel.
Området utanför banan bakom baslinjen (bakplan) måste i många officiella turneringar vara minst 6,4 meter till vägg och på sidorna minst 3,7 meter.

### Utrustning
För tennisspel ska spelarna vara utrustade med varsin tennisracket. Under mitten av 1980-talet ersattes de äldre typerna av tennisracketar som hade ramar uppbyggda av lamellerat trä av lättare, större och hållbarare grafitracketar som dominerar i dag. För motionsspelarna innebar detta att det var avsevärt lättare att träffa bollen rent, och samtidigt få större kraft i slagen. För avancerade spelare och proffs innebar utvecklingen ökade möjligheter att slå hårda servar och effektiva överskruvade (toppade) grundslag från baslinjen, typiskt för dagens elittennis.
I tennis ska bollarna vara vita eller gula (träningsbollar kan ha andra färger) och ha en diameter mellan 65,4  och 73,0 mm (2,58–2,87 tum). De skall väga mellan 56,0 och 59,4 gram. Bollarna skall studsa 135–147 cm efter att ha släppts från en höjd av 254 cm på ett betonggolv. Vid tävlingsspel används i dag gasfyllda bollar, men hållbarare trycklösa bollar marknadsförs också.
Bollen består av gummi med ett hölje av tyg.

### Spelets principer
Spelarna (två i singel eller fyra i dubbel) står på banan mot varandra på var sin sida av nätet. I princip slår spelarna med hjälp av sina tennisracketar en tennisboll fram och tillbaka över nätet in på motståndarens banhalva. Varje spelare försöker därvid spela bollen så att motståndaren får största möjliga problem att åstadkomma en regelrätt retur. En retur är korrekt om bollen studsar på motståndarens banhalva inom begränsningslinjernas utsida. Spelaren vinner poängen när motståndaren inte når bollen för en retur, returnerar bollen utanför spelarens banhalva eller i nät.
En av spelarna är den som servar, det vill säga sätter bollen i spel, och motståndaren är servemottagare. Serven spelas i mottagarens serverutor, alternerande mellan de båda rutorna. Servaren levererar serven stående bakom baslinjen mellan mittmarkeringen och sidlinjen. Mottagaren står i basrutan eller bakom baslinjen. För att en serve skall godkännas måste bollen hamna i den avsedda serverutan, utan att vidröra nätet. Servaren har två försök att serva, om båda misslyckas vinner mottagaren poängen.
Servaren kan vinna poängen direkt om mottagaren inte når bollen ("serve-ess") eller misslyckas att returnera bollen korrekt.

### Regler och termer
Tennisspelets regler finns utgivna på svenska i Svenska tennisförbundets tävlingshandbok 2004.
Nedan följer en översikt av vanliga begrepp inom tennis med kommentarer av motsvarande regler. 

#### Poängräkning

##### Game
Game (tidigare på svenska "spel") är en av poängräkningsenheterna i spelet. För att vinna ett game krävs vinst av fyra bollar och ledning med minst två vunna bollar. Enligt tradition räknas varje vunnen boll i ordning som 15, 30, 40 och game. Om en spelare inte vunnit någon boll betecknas detta som noll (på engelska love). Om båda spelarna vunnit tre bollar vardera betecknas detta som 40 lika (deuce), varefter den som vinner nästa poäng får fördel (på engelska advantage). Vinner sedan den andre spelaren nästa poäng återgår ställningen till 40 lika. Spelet fortsätter då tills någon av spelarna vunnit två på varandra följande bollar efter 40 lika, varvid denne vinner gamet. Det förekommer också i motionsspel, efter överenskommelse spelarna emellan, att gamet tillfaller den spelare som har vunnit en boll från 40-40 (korta game, också no ad). Sådana korta game har också alltmer kommit i bruk i professionellt dubbelspel.   
Andra typer av räkning inom gamen har också använts, till exempel enligt James Van Alens VASSS, där poängen räknades från 1-21 eller 1-31 för vunnet set eller match ungefär som (tidigare) i bordtennis.
Spelarna byter sida (banhalva) efter det första, tredje, femte (och så vidare) gamet. Vinst av sex game innebär i normalfallet vinst av ett set (se nedan).  
Det bör observeras, att uttrycket deuce från början användes först sedan en spelare misslyckats med att utnyttja en fördelsboll och tvingats återgå till 40-40. Det kan ha varit spelarens besvikelse, uttryckt i ett "deuce!" ("tusan också!"), som skapat räkneordet ifråga, andra tolkningsmöjligheter till trots. 
Många teorier har framförts om den något märkliga poängräkningen i tennis. En av de rimligaste är att man utgår från klockan: fyra kvartar (poäng) blir en timme (game). Fyrtiofem har förenklats till fyrtio eftersom det är lättare att uttala.

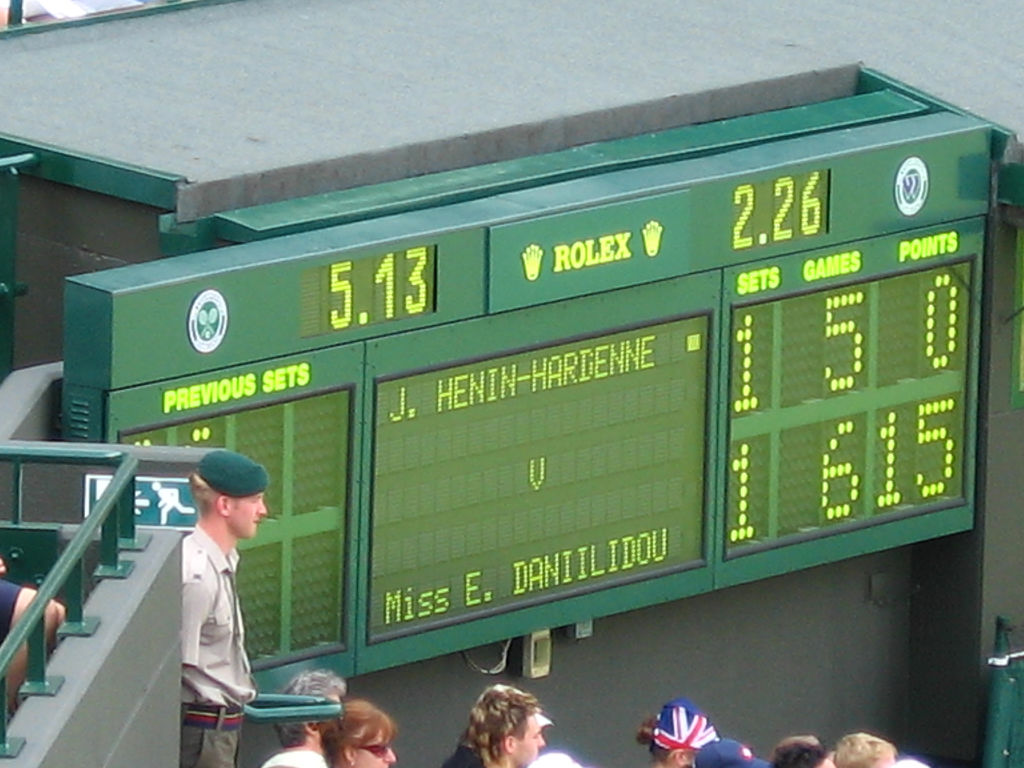
Resultattavla som visar spelarnas namn och ställningen (set, game och aktuella poäng)

##### Set
Set (tidigare på svenska "parti") är den högsta poängräkningsenheten i tennis. För att vinna ett set krävs vinst av sex game och ledning med minst två game. Ett set kan enligt denna regel vinnas med siffrorna 6-0, 6-1, 6-2, 6-3 eller 6-4. Om gameställningen 6-5 uppstår fortsätter i stället spelet för att avgöra setet. Om ledande spelare vinner också nästa game, tillfaller setet denne med siffrorna 7-5. Skulle ställningen bli 6-6 i antal vunna game avgörs setet genom spel av ett avgörande game, kallat tiebreak (se nedan). Vinnaren av tiebreak-gamet vinner setet med siffrorna 7-6.  
Vinst av två set (bäst av tre) eller tre (bäst av fem set) beroende på turneringens art, innebär matchvinst. I större turneringar spelas matcherna i herrklasserna ofta i bäst av fem set, medan damerna som regel spelar matcherna i bäst av tre set. 
Principen att damerna i större turneringar bara spelar matcher om tre set har varit kontroversiell. Den tillämpades redan från början i Wimbledonmästerskapen, men i Amerikanska mästerskapen spelade också damerna matcher i bäst av fem set. I 1901 års turnering spelade amerikanskan Elisabeth Moore två femsetsmatcher två dagar i följd om totalt 105 game. Det amerikanska tennisförbundet bestämde då att damturneringen istället i fortsättningen skulle spelas i matcher om bäst av tre set. Moore och övriga tävlande hade inte framfört klagomål rörande femsetsmatcherna och fogade sig endast motvilligt i beslutet som de upplevde som en nedlåtande handling från det manliga etablissemanget i förbundet.
Tiebreak spelas som ett extra game i tennis vid ställningen 6-6 i antal vunna game och innebär ett spel om bäst av 12 bollar (först till sju vunna bollar) samt med krav på två bollars ledning. Om poängställningen i tiebreaket blir sex lika fortsätter alltså spelet till dess någon spelare har två poängs marginal. Vunnet tiebreak innebär set eller matchvinst. Tiebreaket infördes från 1970 enligt ett förslag från James Van Alen, modifierat av Rod Laver, för att man lättare skulle kunna beräkna speltidens längd. Detta har varit till stor fördel vid till exempel TV-sända matcher. Supertiebreak används i vissa sammanhang som avgörande set, detta spelas till tio vunna poäng och med två bollars marginal.

### Spelets utförande
I tennis definieras olika slagvarianter som alla är tillåtna under en och samma bollväxling. Bollen sätts i spel med en serve, varefter bollväxlingen över nätet utförs med grundslag eller varianter av sådana (lobb, stoppboll). För att försvåra för motståndaren slås bollen ofta med spin (skruv) som påverkar både bollbana och studs. Om tillfälle uppstår under bollväxlingen kan en spelare slå en smash som är det allra effektivaste och ofta direkt poänggivande slaget. Från en position nära nätet kan en spelare också returnera en boll innan denna studsat på den egna banhalvan. Slaget, volley, kan ge spelaren övertag i bollväxlingen och är inte sällan direkt poänggivande.            
.

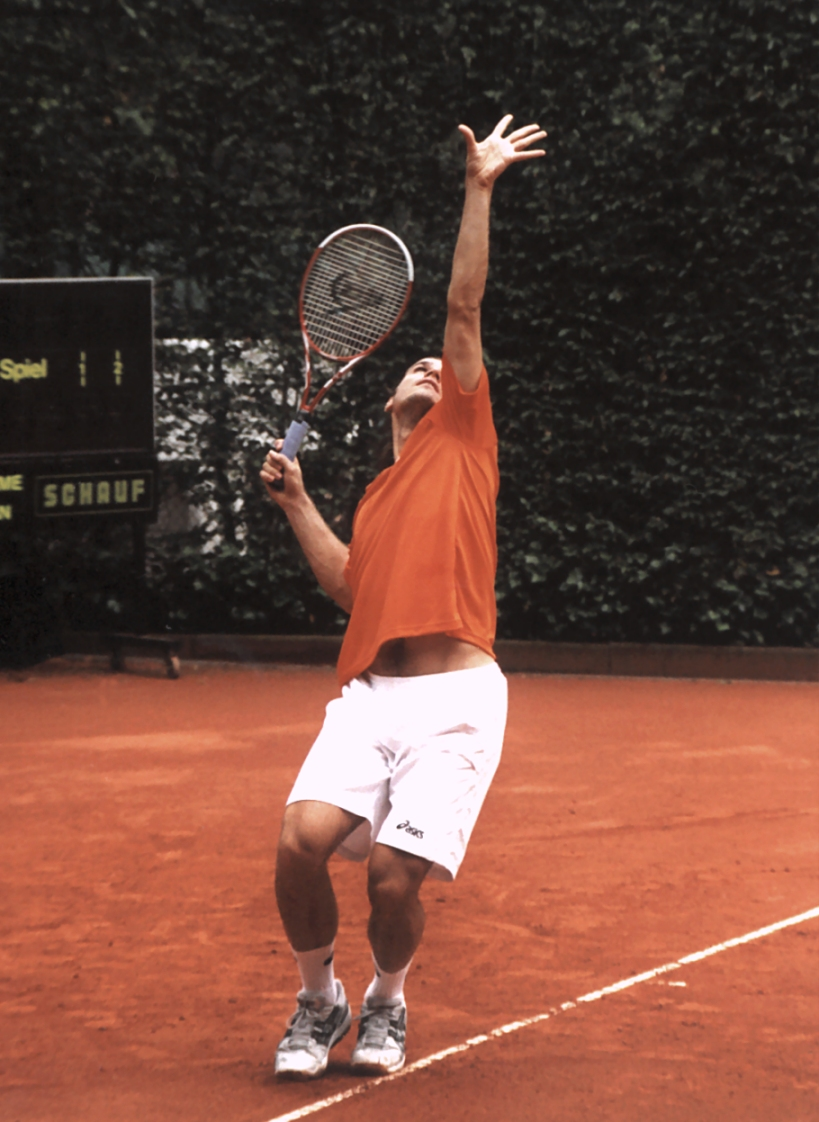
Serve

Serve (tidigare på svenska "ge upp bollen") är det slag som sätter bollen i spel. I tennis måste servaren kasta upp bollen i luften och slå till den med sin racket innan den studsar mot marken. Vanligen används i dag vid serve en smash över huvudet. Inför serven skall spelaren stå stilla med båda fötterna bakom baslinjen, men båda fötterna får i träffögonblicket lämna marken (fram till 1960 gällde att en av fötterna skulle ha markkontakt under hela servemomentet. Servaren kan dömas för fotfel om någon fot berör baslinjen eller banan i samband med att bollen kastas upp och serverörelsen börjar. Servaren har två försök att leverera en korrekt serve. Misslyckas båda har servaren förlorat poängen. Servaren spelar vid varje serve bollen diagonalt från ett ställe alldeles bakom baslinjen till den ena av motståndarens serverutor. Den första bollen i ett game spelas alltid i Deuce Court (för definition se ovan under tennisbanan). Det innebär att servaren levererar den första serven stående till höger om mittmarkeringen och spelar bollen i mottagarens högra serveruta (forehandrutan). Nästa serve spelas i "Advantage Court" varefter serven alternerar mellan rutorna efter varje avgjord poäng. Bollen måste studsa i serverutan innan mottagaren får slå returen. 
En serve är korrekt om den spelas enligt beskrivningen ovan och landar i mottagarens serveruta utan att vidröra nätet. Om bollen vidrör nätet men ändå landar i avsedd severuta skall den slås om. 
Varje spelare servar under ett game i taget, efter ett spelat game går serven över till motståndaren (eller motståndarparet i dubbel).
En serve kan slås flackt, det vill säga utan skruv, eller med olika typer av skruv (slice, twist, kick). Förstaserven slås ofta med ett maximalt hårt oskruvat slag (flack serve). Andraserven slås oftare lösare men med skruv för att försvåra för motståndaren att bedöma bollbana och studs. En sidskruvad (twistad eller slice) serve kan tvinga motståndaren utanför banans sidlinje och "öppna" hela banan för servarens nästa slag. En kick-serve är en serve som slås med överskruv för att ge bollen god marginal över nätet (bollen "dyker" in i banan) och hög studs.
Serven får även slås underifrån, det vill säga som ett grundslag eller en stoppboll dock utan att först studsa.
Grundslag är alla typer av slag som en spelare använder sedan bollen studsat på spelarens egen banhalva en gång. I rullstolstennis får bollen studsa ytterligare en gång. I tennis är de typiska grundslagen forehand-drive och backhand-drive. Slagen kan slås platt, med överskruv (toppat, engelska topspin) eller skurna med underskruv (slice). Skruvarna påverkar bollbanan och är till för att försvåra beräkningen av hur bollen studsar och ger ett spelmässigt övertag. Se också nedan under spin.
Lobb är ett grundslag som innebär att spelaren slår en hög lyra över en motståndare som är placerad framme vid nätet. Om slaget lyckas tvingas motståndaren bort från nätet, om det misslyckas kan motståndaren i stället utföra en smash (se nedan). Offensiv överskruvad lobb är särskilt effektiv, eftersom den skjuter fart efter studs och blir mycket svår att hinna upp för motståndaren.
Stoppboll är beteckningen på en boll som slås så att den hamnar nära nätet på motståndarens sida med avsikten att denna inte skall hinna fram för att slå en retur. Begreppet "stopp" syftar på att bollen, förutom att vara kort, är kraftigt underskruvad. Studsen blir därvid mycket låg, bollen "stoppar", i idealfallet studsar bollen tillbaka mot nätet. Spelare som spanjoren Manuel Santana och svensken Jan-Erik Lundqvist var kända för sina effektiva stoppbollar.
Spin används för att påverka bollens bana genom luften och studsen mot marken i avsikt att försvåra för motståndaren. Överskruv (toppat slag) ger bollen framåtrotation i färdriktningen, bollbanan blir relativt kortare än med oskruvade slag och bollen studsar högt och snabbt. En skuren (underskruv, på engelska slice eller chop) boll tenderar att flyga längre än en oskruvad eller överskruvad boll. Den studsar lågt, i vissa fall kan bollen till och med stanna upp efter studs eller ta fart tillbaka mot nätet (se nedan under stoppboll). Moderna racketar medger slag med mer spin än man kunde spela med de äldre typerna av träracketar. En viss typ av racketsträngning, spagettisträngning, användes av vissa spelare under spelsäsongen 1977. Med denna kunde olika typer av extrem spin uppnås även med träracketar, men strängningen förbjöds 1978.
I dagens tennis är spel med kraftig topspin från både backhand och forehand det dominerande. Skickliga spelare varierar dock med både flacka slag, det vill säga mer eller mindre oskruvade slag, och med slice.
Smash är ett ofta vinnande slag som används när motståndaren tvingats slå en hög retur eller misslyckats med en lobb som blivit för kort. Smashen är ett mycket kraftfullt slag där racketen svingas över huvudet och träffar bollen högt uppe i luften.
Volley är alla typer av slag som en spelare använder innan bollen studsat på spelarens banhalva. Från att nästan uteslutande ha varit ett slag som användes för att möta bollen i nätposition, har det numera blivit allt vanligare att på halvdistans vid servelinjen möta bollen i en kraftfull ofta vinnande "volley-drive". En halv-volley, som egentligen är ett grundslag, utförs i det närmaste omedelbart efter studs, oftast i nätposition.

#### Ess
Ett ess i tennis inträffar när en spelare slår en serve som träffar motståndarens serveruta utan att motståndaren hinner röra bollen därefter, utan bollen går direkt ut. Det är ett snabbt sätt att vinna poäng och många tennisproffs övar mycket för att lyckas slå ess.
Artisten Kjell Höglund lanserade 1999 termen half-ace eller halvt ess för de tillfällen då motståndaren nuddar bollen efter serve utan att denne lyckas få bollen i spel.

### Spelstrategier

#### Singelspel

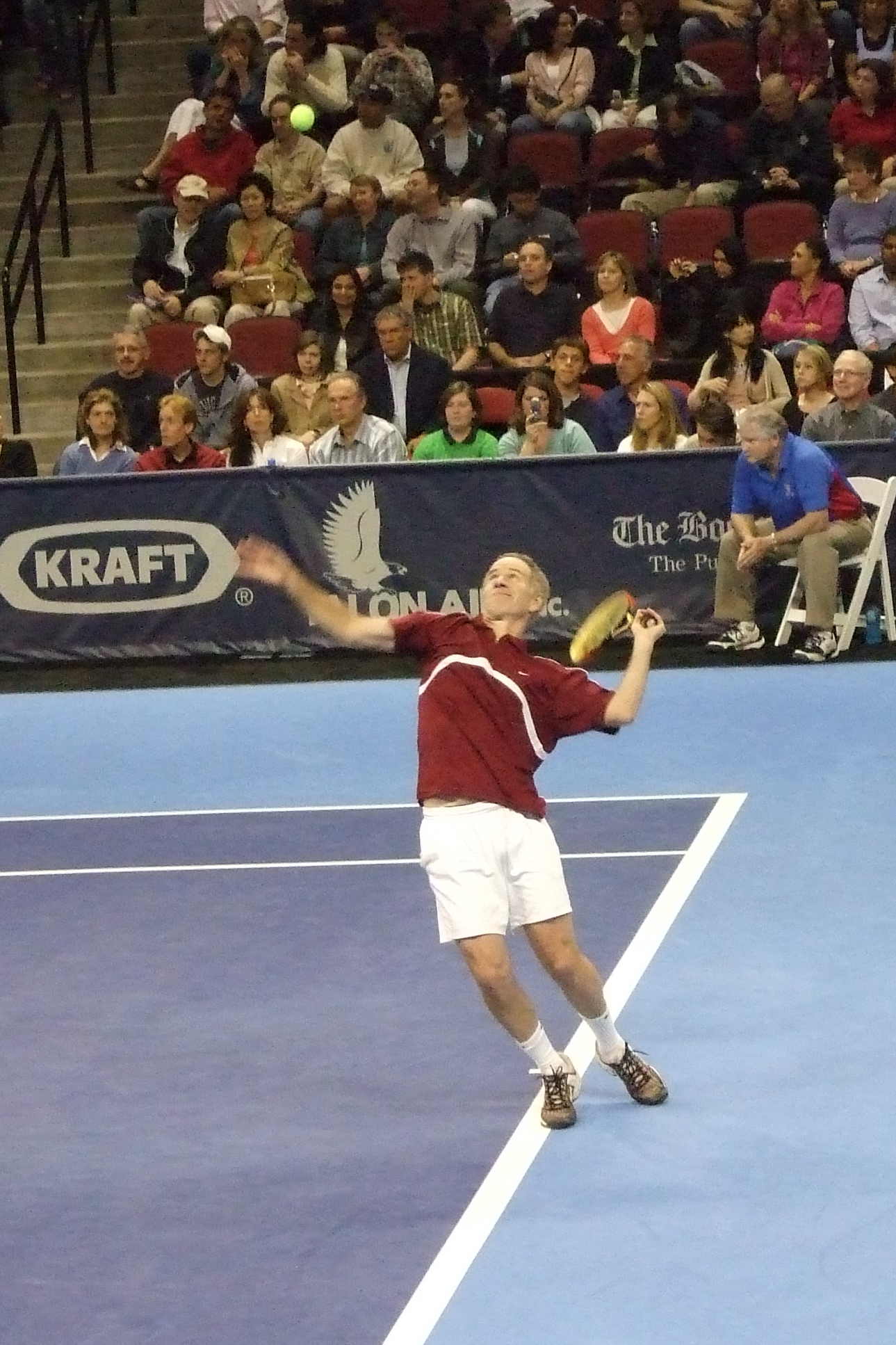
John McEnroe är en serve-volley-spelare.

Tennisspelet har kontinuerligt utvecklats över tiden. En markant förändring beträffande spelstil och stategier, såväl bland motionsspelare som professionella spelare, noterades i mitten på 1980-talet då de dittills förhärskande tennisracketarna med ramar uppbyggda av lamellerat trä, ersattes av lättare, större och starkare grafitracketar. För motionsspelarna innebar detta att det var avsevärt lättare att träffa bollen rent, och samtidigt få större kraft i slagen. Detta uppfattades generellt som en förbättring jämfört med tidigare. För mer avancerade spelare och proffs innebar utvecklingen ökade möjligheter att slå hårda servar och effektiva överskruvade (toppade) grundslag från baslinjen.
Under eran med träracketar förekom i huvudsak två speltaktiker; ett defensivt grundslagsbaserat baslinjespel där spelaren vann poäng med välriktade passerslag alternativt genom motståndarens misstag (benämns på engelska counterpunchers), eller ett offensivt attackspel (serve-volley-spelare) där spelaren ständigt försökte nå position framme vid nätet och avgöra med volley eller smash. Ett antal framstående spelare, exempelvis Bill Tilden och Rod Laver, växlade mellan de båda taktikerna och kom på så sätt att spela över hela banan (på engelska all court players). Illustrativa exempel på möten under träracket-eran mellan spelare som använde olika speltaktiker är finalerna i Wimbledonmästerskapen 1980 och 1981 mellan Björn Borg (baslinjespelare av typen counterpuncher) och John McEnroe (serve-volley-spelare). Spelarna vann varsin av dessa matcher. Bland baslinjespelarna under denna period märks också Chris Evert, medan Martina Navratilova var en typisk serve-volley-spelare.
Den utpräglade attackerande spelstilen framme vid nät som var typisk för spelare som Stefan Edberg och Boris Becker under den tidigare grafitracket-eran har alltmer övergivits, eftersom med de moderna racketarna nu även slagen från baslinjen blivit effektiva nog att användas som offensiva vapen. Detta har inom elittennis inneburit att risktagande hårtslående spelare med "dödande" slag numera blivit vanligare än under tidigare perioder. Spelstilen är typisk för offensiva baslinjespelare som Monica Seles, Jim Courier, Lindsay Davenport och Andy Roddick. 
Framförallt under andra halvan av 1990-talet kom spelet i allt högre grad att karakteriseras av ofta otagbara servar eller korta slagdueller från baslinjen med få inslag av offensivt nätspel. Spelet kunde då uppfattas som utarmat och tråkigt och utgjorde därför ett reellt hot mot tennis som publiksport. Diskussioner rörande eventuella ändringar av reglerna fördes, också inom ITF. Förslag om ändrad näthöjd och att bara tillåta ett serveförsök har förts fram. Dessa förslag till åtgärder har inte fått genomslagskraft.
För att motverka de negativa konsekvenserna av racketutvecklingen anläggs numera banorna med långsammare underlag och nya riktlinjer för tennisbollarna har getts ut av ITF med syftet att göra spelet långsammare. Därmed har spelet ytterligare kunnat utvecklas. I takt med att proffsspelarna fysiskt är mer genomtränade än tidigare, tycks proffsspelet alltmer återta karaktären av "spel över hela banan". Detta innebär att de hårda servarna ofta returneras effektivare, långa speldueller från baslinjen har blivit vanligare och ofta avslutas duellerna med en slicad, hårt vinklad otagbar volley. Bland spelare som har tillägnat sig denna spelstil typisk för all court players märks Roger Federer och Amélie Mauresmo.

#### Dubbel och mixed dubbel
Dubbel och mixed dubbel är spelformer av tennis som är populära framför allt bland motionsspelare, men som ofta är mindre uppmärksammade i elitsammanhang. I de fyra Grand Slam-turneringarna har spelformerna dock funnits med på programmen sedan 1881 (dubbel första gången i Amerikanska mästerskapen, mixed dubbel året därpå). I Davis Cup och Fed Cup finns också från första början en dubbelmatch med i respektive spelschema. Många skickliga singelspelare har genom tiderna också varit framstående dubbelspelare med många vunna titlar. Hit hör spelare som John McEnroe, Roy Emerson, Louise Brough och Doris Hart. Andra spelare som exempelvis Jacques Brugnon,  Frew McMillan  och Elizabeth Ryan har varit framgångsrika framförallt i dubbel men inte lika framstående i singel. Kända i dag som dubbelspecialister är bröderna Bob och Mike Bryan. Också utpräglade mixed dubbelspecialister har funnits, en av de främsta är australiern Ken Fletcher.
Dubbelspel skiljer sig taktiskt från singelspel. Som i singel är det viktigt att vinna de egna servegamen. Det är i dubbel ofta är en större nackdel än i singel att slå en andraserve, vilket premierar en säker och välplacerad, snarare än en hård men osäkrare, förstaserve. Lobbar används betydligt oftare i dubbel än i singel. I dubbel når spelarpar med förmåga till samspel ofta större framgång än de som består av individuellt skickliga singelspelare. 
Redan under träracketeran från 1920-talet (, ) liksom i dag har den förhärskande strategien vid dubbelspel , senare också vid mixed dubbelspel, varit att alla spelare strävar att fortast möjligt sedan bollen satts i spel söka position framme vid nätet (på engelska two-up strategy). Detta innebär att dubbelspel blir snabbt och karakteriserat av ett attackerande volleyspel  (,). Vid dagens motionsspel (på elitnivå under träracketeran också vid mixed dubbelspel), är taktiken att ha en spelare placerad vid nät och en vid baslinjen för att slå grundslag vanligare. När tillfälle bjuds avancerar den bakre spelaren till nät för att om möjligt avgöra med volley (på engelska up and back strategy). Mindre vanlig är den defensiva strategin att båda spelarna står nere vid baslinjen (på engelska back-back strategy).

## Tennisspelare
Tennisspelet kom ända från början att åtnjuta stor popularitet och utövas numera av miljontals spelare världen över. I dag spelar ca 500 000 - 700 000 svenskar tennis på olika nivåer, och drygt 100 000 är medlemmar i någon lokal förening, mot drygt 50 000 i slutet på 1960-talet. Den överväldigande majoriteten av spelarna är amatörer som huvudsakligen spelar för nöjes skull och för att få motion. Elitspelare är från 1968 (då inleddes tennisens Open Era, se ITF) till övervägande delen professionella och spelare i det översta elitskiktet tjänar stora pengar när de når framskjutna placeringar i de större tennisturneringarna (se nedan under tennisturneringar).  
I artikeln Lista över tennisspelare listas kända elitspelare bland amatörer och professionella från 1870-talet och framåt. Ett stort antal av spelarna är upptagna i the International Tennis Hall of Fame, ett museum som är erkänt av ITF. Även Sverige har ett tennismuseum, the Swedish Tennis Hall of Fame i Båstad.

### Tennisturneringar
Nationella tennistävlingar för amatörspelare arrangeras av tennisklubbar i de flesta länder. Tävlingarna arrangeras i regel med olika klasser beroende på spelarnas ålder, kön och också spelskicklighet. Vanliga spelklasser är herrsingel, damsingel, herrdubbel, damdubbel och mixed dubbel (med varje par bestående av spelare av olika kön). Turneringar arrangeras också för spelare med funktionsnedsättningar, exempelvis Rullstolstennis. För svenska förhållanden, se Svenska Tennisförbundet. 
Huvuddelen av de internationella professionella tennisturneringarna arrangeras numera av Association of Tennis Professionals (se ATP-touren, organiserar manliga spelare) och Women Tennis Association (se WTA-touren, organiserar kvinnliga spelare). Planeringen görs i nära samarbete med det Internationella tennisförbundet (ITF), som också på egen hand arrangerar ett antal turneringar. Av de professionella turneringarna är de största och mest prestigefyllda de så kallade Grand Slam-turneringarna. Resultaten i de enskilda turneringarna ligger till grund för en individuell ranking av spelarna. I slutet av varje säsong spelas turneringar där endast de högst rankade spelarna får delta. Herrarna spelar då Tennis Masters Cup och damerna WTA Tour Championships. I Sverige spelas två ATP-turneringar: Swedish Open i Båstad och Stockholm Open, samt en WTA-turnering:  Swedish Open i Båstad.

#### Grand Slam-turneringar

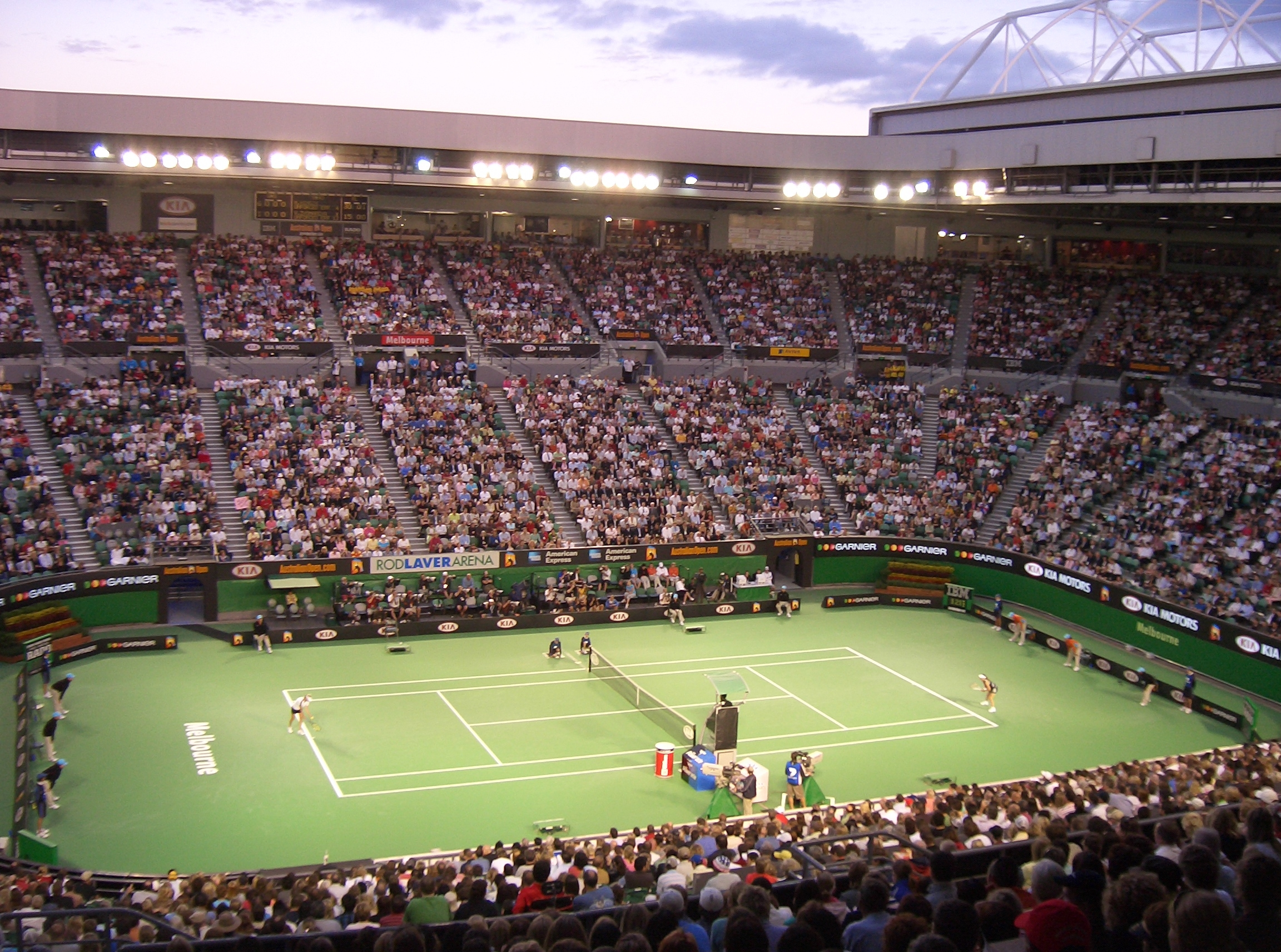
Australiska öppna, Rod Laver Arena

- Australiska öppna
- Franska öppna
- Wimbledonmästerskapen
- US Open

#### ATP cup
- Davis Cup
- Fed Cup
- World Team Cup
- Hopman Cup
- Nations Senior Cup

#### Proffstourer
- ATP-touren
- WTA-touren

#### Matchfunktionärer
I tävlingssammanhang ansvarar olika matchfunktionärer för tolkningen av regler (tävlingsledare, på engelska referee) och domslut rörande spelet (huvuddomare, på engelska umpire, upp till 10 linjedomare och en nätdomare). 
Huvuddomaren sitter i en särskild stol vid sidan av banan i höjd med nätet med överblick av hela banan och alla övriga funktionärer utom tävlingsledaren. Huvuddomaren introducerar spelarna och ansvarar för poängräkning och ställningen. Denna har också det slutliga avgörandet beträffande faktadomslut och har rätt att ändra en linjedomares beslut om han är säker på att ett misstag begåtts. I situationer då en linjedomare inte kan avgöra om en boll varit inne eller ute, skall huvuddomaren om möjligt göra detta, annars spelas poängen om. Endast tävlingsledaren får avgöra eventuella frågeställningar som berör tolkning av reglerna.
Från säsongen 2008 används Hawk-Eye i de större turneringarna inom ATP-touren, WTA-touren och i Grand Slam-turneringarna (utom Franska öppna) som officiellt videokamerabaserat datoriserat hjälpmedel för att korrigera tveksamma domslut.  I Franska öppna anses systemet överflödigt eftersom bollen i gruset lämnar tydliga lättydda avtryck. Systemet finns ändå i den turneringen för att samla intressant statistiskt material från matcherna.
Bollpojkar och bollflickor (ofta kallade  bollkallar) används vid tävlingsspel för att förse spelarna med bollar och hålla banan fri från liggande bollar. I större turneringar är antalet bollkallar ofta sex; två vid varje ända av banan och en på var sida om nätstolparna.

### Världsettor

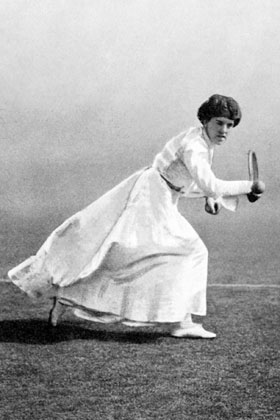
Dorothea Douglass, sjufaldig vinnare i Wimbledonmästerskapen samt olympisk guldmedaljör.

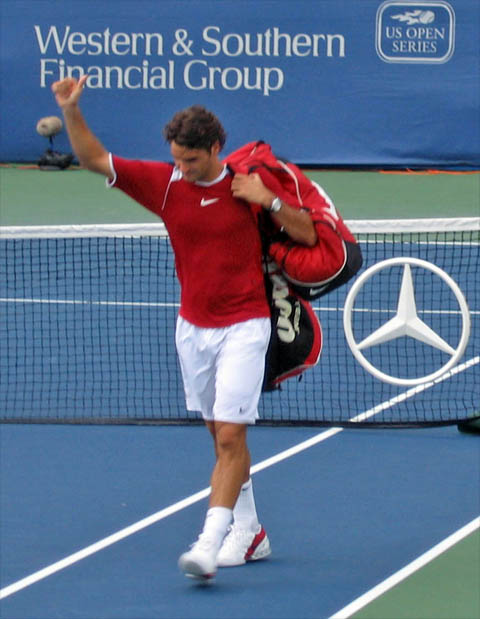
Roger Federer, världsetta från februari 2004 till augusti 2008, juli 2009 till juni 2010 och från juli till november 2012.

Under 1900-talets första fem årtionden var ett stort antal lysande tennisspelare aktiva bland såväl amatörer som professionella.  Bland männen fanns spelare som bröderna Doherty, Bill Tilden, Ellsworth Vines, Henri Cochet, Fred Perry, Donald Budge (han blev den förste spelaren som tog en äkta Grand Slam), Jack Kramer, Pancho Gonzales, Frank Sedgman, Ken Rosewall och Lew Hoad. Före 1950-talet räknades Bill Tilden av många som den främste spelaren någonsin, senare under 1960-talet betraktades Pancho Gonzales som den främste. Bland kvinnliga spelare under den tiden räknas av många Suzanne Lenglen som den främsta, men spelare som Hazel Hotchkiss Wightman, Dorothea Douglass Chambers, Molla Mallory var också tidiga mästare. Senare dominerade Helen Wills. Under 1950-talet var Maureen Connolly den bästa spelaren, hon blev också den första kvinnliga spelaren som tog en äkta Grand Slam. 
Efter 1968 har flera stora mästare varit aktiva, inklusive de svenska storspelarna Björn Borg, Mats Wilander och Stefan Edberg. Dessa tre spelare var under olika perioder världsettor. Under 1960-talet dominerade Rod Laver. Han är den ende spelaren som tagit två äkta Grand Slam, och han kan betraktas som den främste tennisspelaren efter andra världskriget följd av spelare som bland andra Novak Djokovic har flest grand slam titlar.  Pete Sampras, Björn Borg, Jimmy Connors, John McEnroe, Ivan Lendl och Roger Federer. Det måste understrykas att det inte är möjligt att objektivt ranka de nämnda spelarna mot varandra, de spelade under olika tidsperioder, om än i många fall överlappande. Tennisen var under perioden 1926-68 strikt uppdelad mellan amatörspelare med rätt att delta i Grand Slam-turneringar och professionella spelare som var hänvisade till att bara möta varandra. Detta gör en jämförelse baserad på antal vunna GS-titlar i viss mån meningslös. En sådan skulle premiera Roger Federer med 18 singeltitlar och Pete Sampras med 14 som de främsta bland herrarna, följda av  Roy Emerson och Rafael Nadal med 12 titlar, samt Rod Laver och Björn Borg med vardera 11 titlar. Margaret Smith Court (24 singeltitlar) och Steffi Graf (22 singeltitlar) har båda vunnit en äkta Grand Slam. Till världens främsta kvinnliga spelare genom tiderna kan också räknas Billie Jean King, Martina Navratilova och Chris Evert. 
Över tiden har tennisen utvecklats. En faktor som i hög grad har påverkat och också förändrat spelet under de senaste 25 åren, är en racketteknologi som ger spelarna möjlighet att slå betydligt hårdare bollar med mer spin än tidigare. Också detta bidrar till att göra jämförelser med tidigare perioder svåra och flera spelare har genom åren ansetts vara "tidernas främsta". Nuvarande världsettor (mars 2017) är Andy Murray från Skottland och Serena Williams från USA.

## Rekord

### Längsta tennismatchen

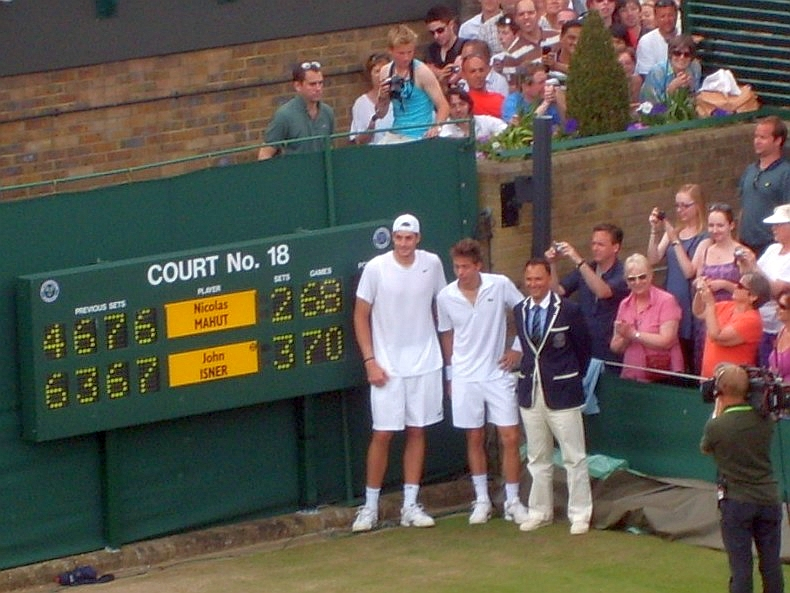
John Isner, Nicolas Mahut och Mohamed Lahyani vid resultattavlan efter historiens längsta match.

Amerikanen John Isner och fransmannen Nicolas Mahut möttes i första omgången i Wimbledonmästerskapen på bana 18 den 22 juni 2010. Vid ställningen 2-2 i set bröts matchen på grund av mörker och återupptogs dagen därpå. Vid gameställningen 59-59 i femte set fick matchen på nytt brytas på grund av mörker. På torsdagen den 24 juni vann Isner slutligen med slutsiffrorna 6-4, 3-6, 6-7, 7-6, 70-68. Matchen varade i totalt 11 timmar och 5 minuter. Efteråt prisbelönades båda spelarna och den svenske huvuddomaren Mohamed Lahyani för den historiska händelsen.
Det tidigare rekordet stod fransmännen Fabrice Santoro och Arnaud Clément, med en match i 2004 års första omgång i Franska öppna som pågick i 6 timmar och 33 minuter. Den matchen tog då rekordet från Mats Wilanders och John McEnroes drabbning 1982, då duons möte i kvartsfinalen i Davis Cup avgjordes först efter 6 timmar och 22 minuter.

### Längsta setet
Såväl i tid som i antal games är det avgörande setet mellan Isner och Mahut i Wimbledon 2010 det längsta setet som någonsin registrerats i officiellt tävlingssammanhang. Det innehöll 138 games och tog 8 timmar och 11 minuter.

### Flest serve-ess i en match
I den rekordlånga matchen i Wimbledon 2010 slog John Isner in 112 ess och Nicolas Mahut 103.

### Snabbaste serven
Ivo Karlović (KRO) har slagit en serve i 251 km/h 

### Fotnoter
1. ↑  Se även Artikeln "Tennis" på engelska Wikipedia.
2. ↑  Se även engelska Wikipedia om tennisstrategier.